# Staddle

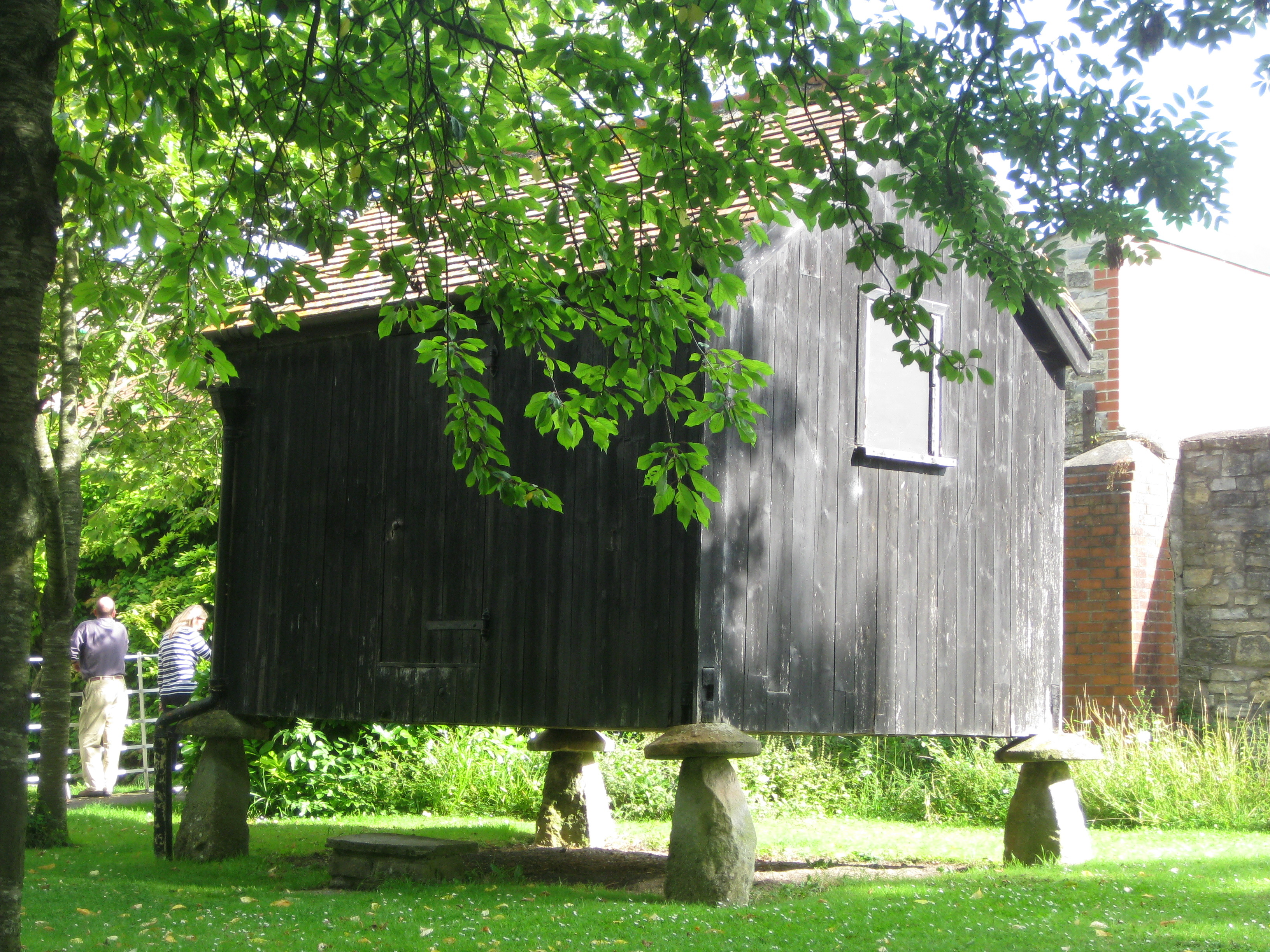
Un bâtiment assis sur des staddle stones, au Somerset Rural Life Museum.

Les staddle stones sont le nom anglais pour des colonnes en pierre faisant office de fondation, formant pilotis, utilisées par certaines traditions de construction. Les staddle stones (aussi appelées steddle stones) étaient à l’origine utilisés comme assise pour les greniers, hayricks (fenils), garde-mangers, etc. Les staddle stones dégageaient les greniers du sol, protégeant ainsi les stocks de grain des remontées d’humidité et de la vermine ; en moyen anglais, staddle ou stadle est stathel, du vieil anglais stathol, une fondation, un support ou un tronc d'arbre. On les trouve principalement en Angleterre, en Galice. Dans les Asturies (nord de l’Espagne), elles prennent le nom de pegollo, pegocho, pegollero, esteos ou  pé ; et dans les îles Mariannes, de tels supports sont appelés « latte » en chamorro (constitués de haligi, la colonne et tasa, le chapiteau). Les mazots et raccards en Suisse sont aussi soutenus de cette manière, dans le val d'Anniviers la pierre horizontale s'appelle « palet » et le pilier, « pilet ».

## Origines

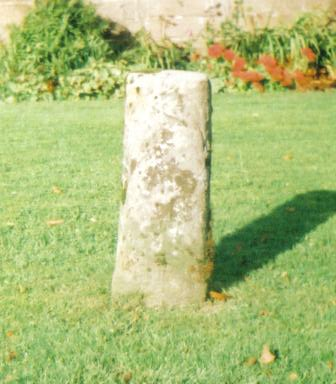
Staddle stone sans sommet à The Coach House, Cunninghamhead.

Le nom lui-même et des traces de bâtiments vernaculaires survivants avec des « pieds » en bois suggèrent qu'au début les staddles étaient des supports en bois, comme pour le grenier Peper Harow à Surrey. Les staddle en pierre durent plus longtemps et constituent un moyen plus fiable de supporter des structures qui étaient lourdes.
Le nom fait partie d'un horizon incluant ponts, maisons, fermes et autres structures incorporant le nom staddle.

## Conception

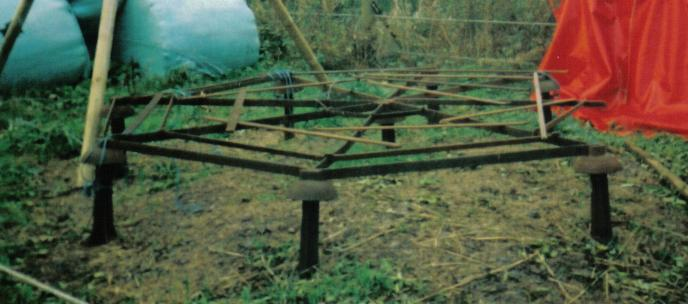
Une stathel en fonte à Wester Kittochside, près de East Kilbride.

Les staddle stones avaient généralement une tête et une base séparées, ce qui donnait à l'ensemble de la structure un aspect de champignon. Différentes régions du Royaume-Uni avaient des modèles différents. La base variait de cylindrique à rectangulaire conique à presque triangulaire. On trouve des staddle stones en forme de cônes à sommet plat dans certaines parties de l'île de Wight. Les plateaux sommitaux sont plats pour supporter les poutres du radier, mais il existe quelques variations, telles que des plateaux carrés, des motifs cannelés, des plateaux en ardoise, etc.

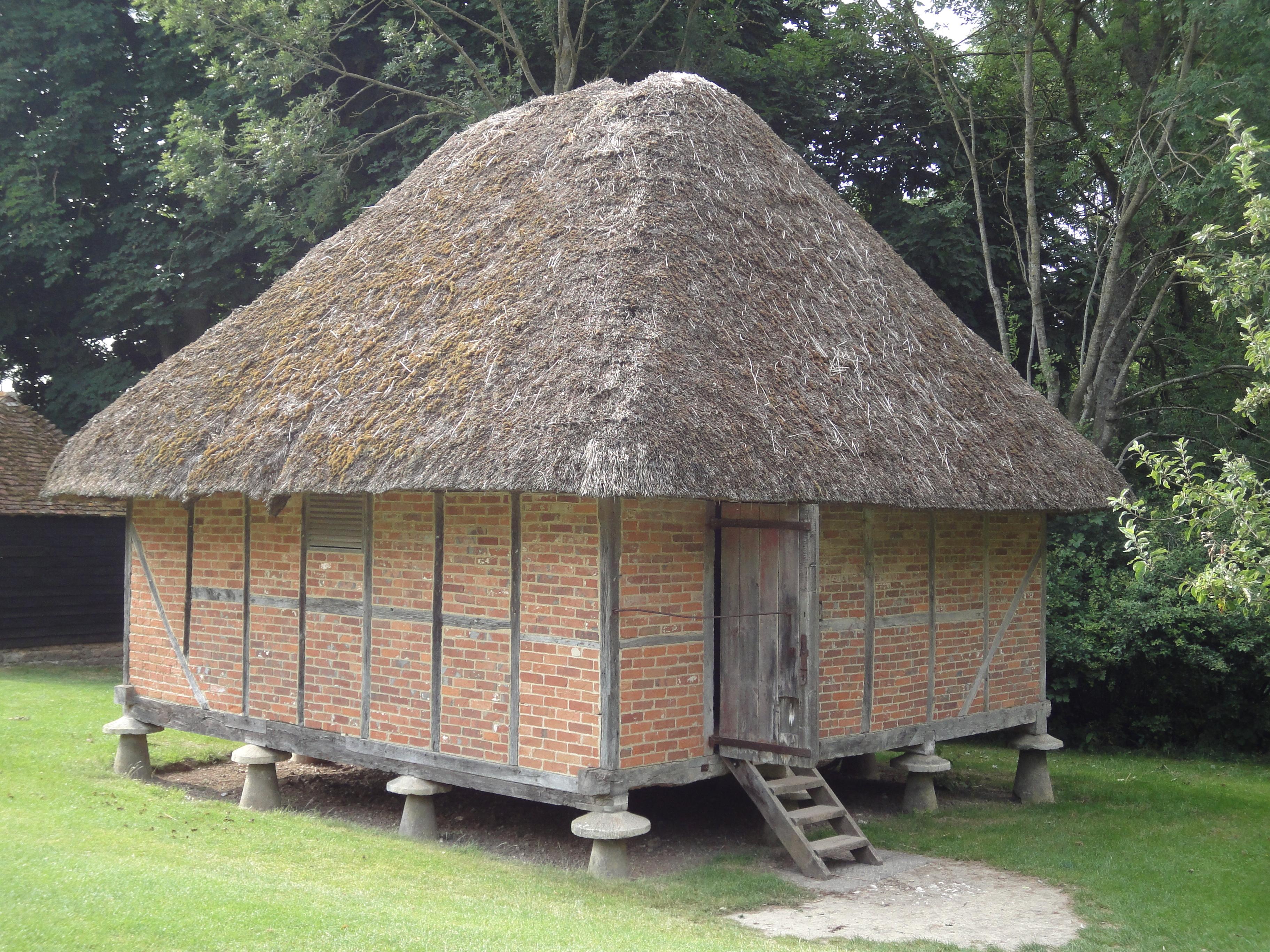
Un grenier assis sur des staddle stones au Weald and Downland Open Air Museum.

Le grenier anglais construit en 1731 en est un bon exemple. Il est supporté par des staddle stones, que l'on peut voir au Weald and Downland Open Air Museum à West Sussex, au Royaume-Uni. De telles structures étaient courantes dans le sud de l'Angleterre au XVIIIe siècle. À Higher Farm, Heathfield, Tavistock, les staddle stones font partie des importantes granges construites par le duc de Bedford au XIXe siècle. Les bases en pierre de granit habillées ont des têtes d'ardoise spécialement taillées.
Les matériaux utilisés dépendaient des disponibilités en pierre naturelle, donnant lieu à des spécimens en grès, de grès rouge, de granit, etc.
Le tower mill de Reigate sur le Wray Common a cessé de fonctionner en 1895. Le moulin avait à côté un grenier, soutenu par un grand nombre de staddle stones.
Le Museum of Scottish Country Life à Wester Kittochside, près d’East Kilbride, possède deux stathels en fonte fabriqués à Édimbourg. La structure est essentiellement une version en fonte d'un ensemble de staddle stones avec son cadre en bois. Ces rares survivances sont encore en usage.

## Fonction
Les pierres de base s'affinent vers le haut avec une pierre de recouvrement en encorbellement placée par-dessus, ce qui empêche quasiment tout rongeur de grimper vers le foin ou le grain entreposé. L'air pouvait librement circuler sous les stocks, ce qui permettait de les maintenir au sec. Un cadre ou radier en bois était placé sur le dessus des pierres, les staddles étant disposées en deux ou trois rangées, donnant seize pierres ou plus. Les hayricks (fenils), les granges dîmières (tithe barns), les greniers, etc., ont été construits par-dessus de ce cadre.

### Greniers et ruches
Celles-ci ont souvent été construites avec des planches en bois, comme à la ferme Blaxland de Sturry, dans le Kent, qui compte neuf agrafes. Cependant, si les grains étaient entreposés en vrac, les côtés étaient remplis de brique et de lattis légers au-dessus des murs. Les marches en bois menant aux bâtiments étaient détachables et rangées en les suspendant du côté de la structure. Si des marches en pierre ou en brique ont été construites, la dernière marche n’était pas construite, interdisant ainsi l’accès aux rats et autres animaux nuisibles. Certains de ces greniers avaient une chatière et d'autres avaient une niche à l'intérieur des marches qui servait de chenil.
La plupart des greniers étaient utilisés pour le stockage de deux ou trois cultures distinctes, d’une capacité de 500 à 2 500 boisseaux. La disposition des pierres pour supporter la structure et son poids lors de l'utilisation nécessitait neuf, douze ou seize staddles. La production de staddles était donc une industrie locale assez importante. Les petits greniers pourraient se contenter de cinq, l'un d'entre eux étant au milieu. Le grenier Upper Hexford, dans l’Oxfordshire, utilise trente-six staddles.
Les ruches étaient souvent placées sur des staddle stones pour empêcher les prédateurs d'entrer et établir des conditions sèches et aérées.

### Garde-manger
De petites staddle stones ont été utilisées pour soutenir les petits garde-mangers en forme de boîte couverts qui étaient utilisés dans les grands domaines pour le stockage du gibier rapporté par les chasseurs (faisans, etc.).

### Granges
Des granges à pans de bois surélevées sur des staddle stones ont parfois été trouvées dans le sud de l'Angleterre. Outre les avantages habituels, il semble exister une certaine corrélation entre ce type de bâtiment et le constructeur qui est locataire. Étant sur des staddles, ce type de grange restait la propriété du tenancier. En Galice et dans les Asturies (nord-ouest de l'Espagne), ces granges sont appelées hórreo.

## Jardin paysager
Les staddle sont souvent trouvées dans les chantiers de récupération architecturale, car elles peuvent être considérées comme des structures attrayantes. Elles sont également vendues neuves, en béton moulé. Les tronçonneuses sont utilisées pour fabriquer des staddle stones en bois destinées à être utilisées comme sièges de jardin ou comme ornements. Dans ce contexte, les staddle stones sont souvent appelées mushroom stones.

## Conservation
Les staddle stones ont souvent plus de cent ans et ont développé une bonne patine de lichen avec des espèces à croissance lente et rapide adhérant aux surfaces. Mieux vaut ne pas les nettoyer car la flore de lichen mérite d'être préservée pour ajouter à la biodiversité d'un jardin.

### Marques d'arpenteurs
Dans le nord-est des États-Unis, les anciens titres de propriété font souvent état de « Oak Staddle » ou à « Walnut Staddle ». Ces actes vont de la fin du XVIIIe au milieu du XIXe siècle. Soit les propriétaires coupaient un arbre abandonnant la souche et demandaient aux arpenteurs de la mesurer, soit l'arpenteur mesurait l'emplacement d'un nouveau coin de terrain et une staddle était insérée dans le sol comme une borne.

## Dans d'autres cultures

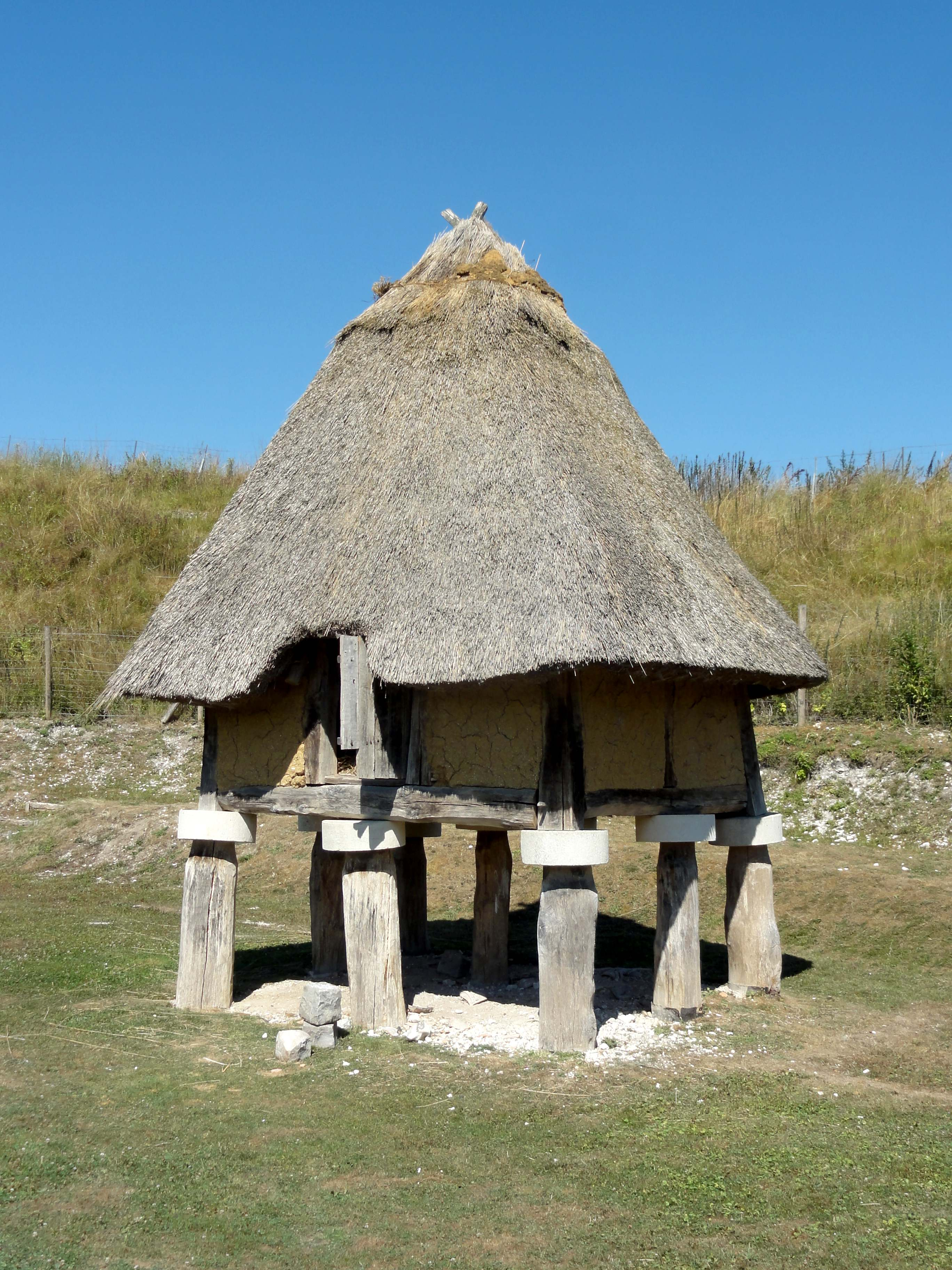
La Chaussée-Tirancourt, parc de Samara, zone des animations et reconstitutions, grenier gaulois (reconstitution).
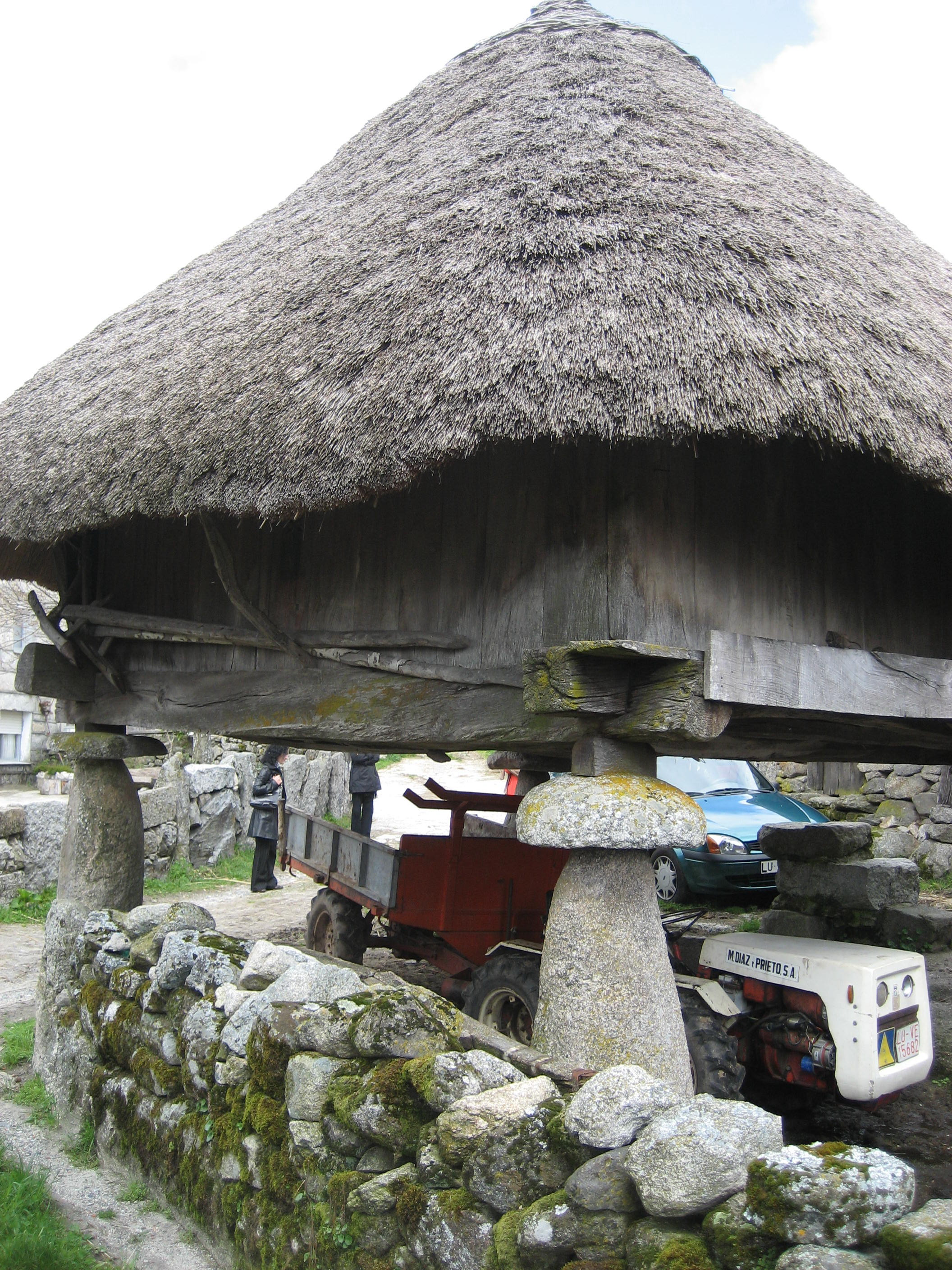
Hórreo galicien sur pegollo.
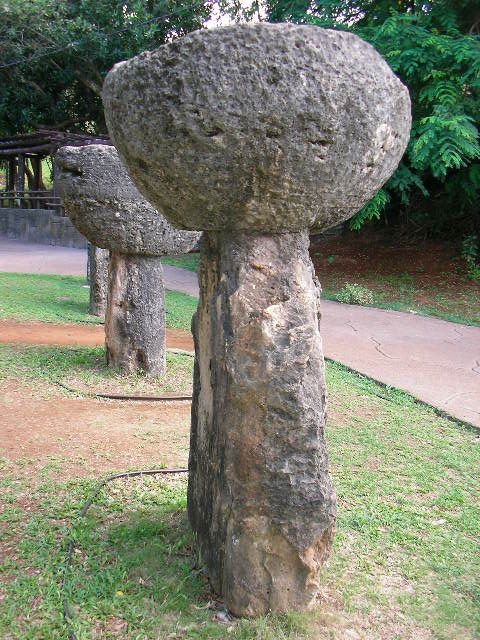
« Latte » des îles Mariannes.